# 克拉姆 (奥地利)
克拉姆（德語：Klam）是奥地利上奥地利州佩尔格县的一个市镇。总面积8.4平方公里，总人口862人，人口密度102.6人/平方公里（2005年）。